# Estados Unidos nos Jogos Olímpicos de Verão de 1900
Os Estados Unidos da América participaram dos Jogos Olímpicos de Verão de 1900 em Paris, França em 10 esportes com 19 medalhas de ouro, 14 de prata e 14 de bronze. Ficaram em 2º lugar.